# 中国航空 (1929年)
中國航空公司（英語：China National Aviation Corporation），簡稱中航，成立於1930年，是由國民政府與美國柯蒂斯-賴特飛機公司合資成立的航空公司，與中央航空並為中華民國大陸時期兩大航空公司。
1949年底，中航公司香港总部及海外办事处决定易帜，部分飞机北飞中国大陆，接受中华人民共和国政府领导，总部驻在天津。與此同時，中華民國政府將中航其餘在港資產轉移與民航空運公司。1952年，留在中國大陸的中航与央航組織合并组建中国人民航空。

## 沿革

### 1920年代至1930年代
1929年4月15日，南京國民政府設立「中國航空公司機構」管理民用航空事務，委派時任鐵道部部長孫科兼任該公司理事長。4月17日，孫科與美國寇蒂斯－萊特公司的子公司「航空發展公司」（Aviation Exploration, Inc.）簽訂合約，給予該公司從上海到漢口、北平（今北京）和廣州三條航線的經營權以及爲期10年的獨佔航郵權。該公司為美國運輸大亨克萊門特·梅爾維爾·基伊斯成立的獨資控股公司，而克氏同時兼任柯蒂斯-萊特公司的總裁一職，實際上可視為柯蒂斯-萊特的關係企業。航空發展公司為了中國業務，於1929年6月成立了「中國飛運公司」（China Airways），10月12日開通上海－漢口航班。5月，隸屬鐵道部的「中國航空公司」（簡稱「前中航」）在南京宣告成立。然而，出售航權一事遭受南方軍閥的反彈，甚至連交通部都私下阻礙；由於空運郵務在當時是利潤頗豐的業務，因此各方均希望收歸己有。該條航線開闢不到半年，中國飛運公司便在各種阻礙下營運開始虧損。
中國航空與中國飛運兩間公司的經營爭執，在中國飛運的新任代表馬克斯·波林（Max Polin）的牽線下解決，1930年7月8日，交通部與航空發展公司簽定新協議，合資將中國飛運公司、原中國航空公司和交通部滬蓉航空線管理處（1929年5月18日成立，总部设在南京常府街48号，隶属国民政府交通部航政司，运营6架美制史汀生SM-1F型单引擎6座飞机，运行上海-南京航线）重新合併為「中國航空公司」，1930年8月1日正式成立，资本总额1000万元；公司总部位于上海天津路2号，飛行基地則設在上海龍華機場。
新的中國航空公司與1929年成立的國營企業名字相同，性質卻完全不一樣：它是根據中國法律組成的股份有限公司，中華民國交通部持有55%的股份，美方持有45%的股份。中方任命4位董事、總經理與一位副總經理，美方任命3位董事與一名副總經理。
中航有經營權的航線有：上海－南京-九江-漢口－重慶、上海／南京經徐州、濟南、天津－北平、上海經寧波、溫州、福州、廈門、汕頭－廣州；中航在這些航線上享有10年的獨佔航郵權。

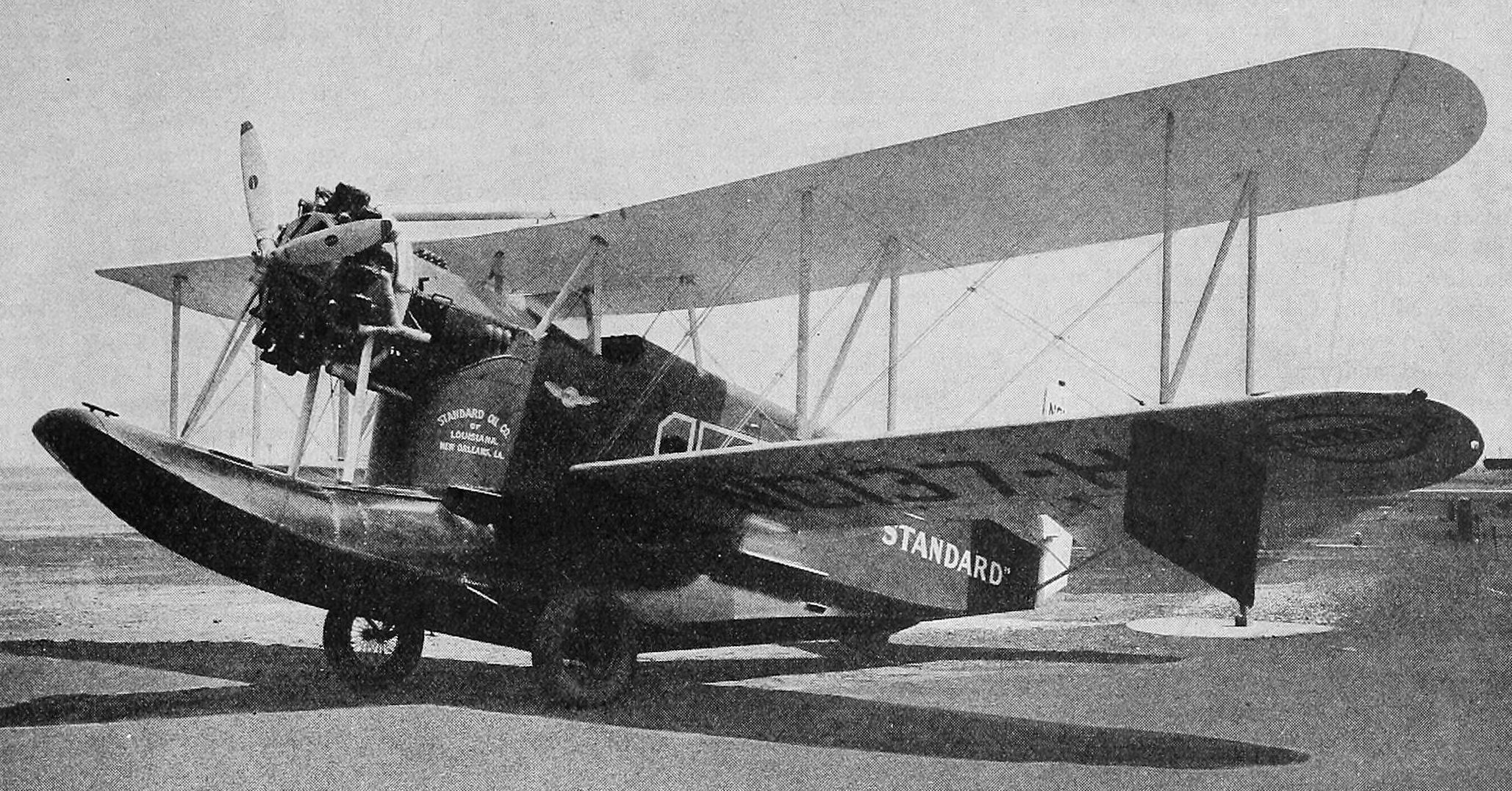
洛寧C-2H水陸兩用飛機

中航为开辟上海至重庆航线，购自美国的洛寧C-2H水陸兩用飛機“九江号”於1930年9月12日首飞宜昌，由於没有得到四川省政府对飞往重庆的许可，中航放弃飞往重庆的计划，先开通上海至宜昌的航线。1931年3月30日，上海至宜昌航线正式通航。
中航在1931年4月開通上海－北平航班，1931年10月開通宜昌－重慶航班。

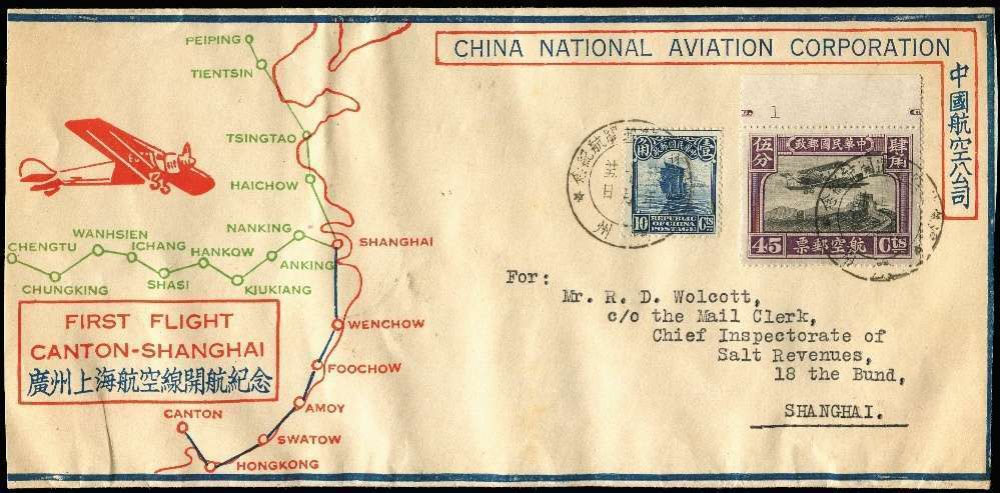
1933年，廣州上海航空線開航紀念信封。

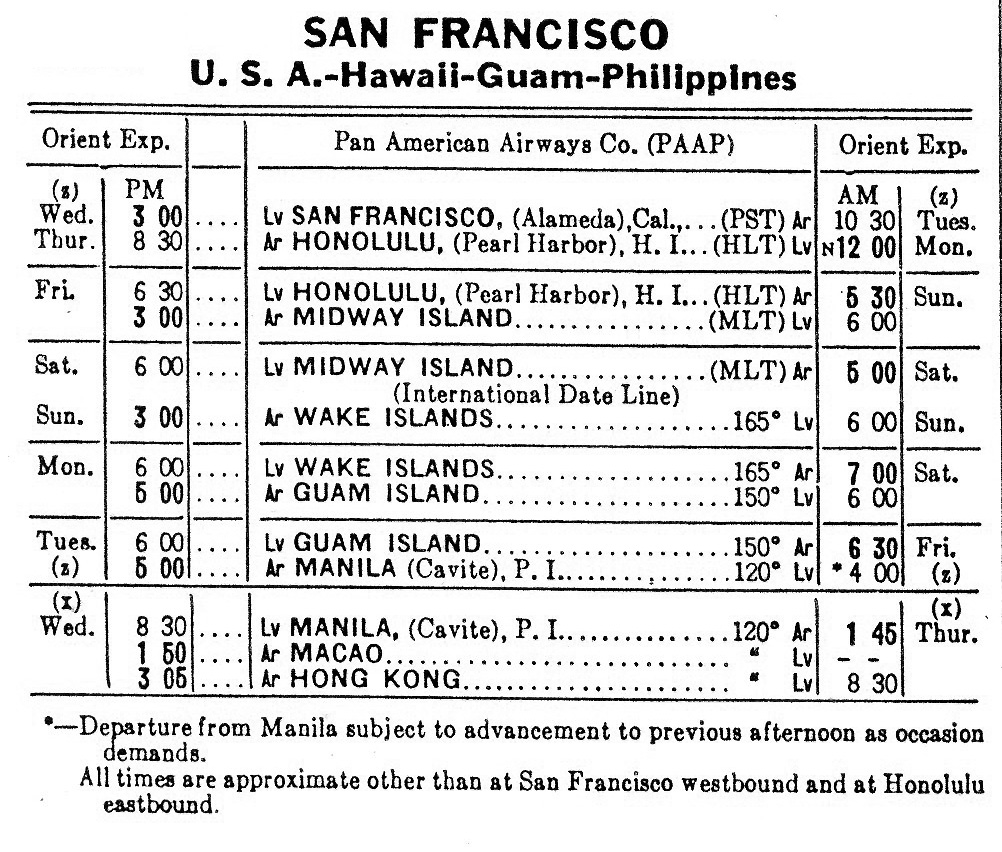
泛美航空公司1937年的太平洋航線時間表，從舊金山飛到香港後，可乘中航飛到中國各大城

1933年4月1日，泛美航空購買了中航公司的美方股份，中航公司陸續開通了多條航線。泛美航空公司在1933年7月8日（航權過期前一天）完成了往返上海—廣州的首航。泛美與中航於1933年10月達成協議，粵滬線由泛美出資營運，中航掛名，從營業額抽一成，當月開始運郵，11月24日首次載客即撞山坠机。泛美航空於1935年11月開通舊金山到菲律賓馬尼拉的太平洋航線，1936年1月取得澳門著陸權，和英國帝國航空（1939年與英國航空合併為英国海外航空）競爭在香港的著陸權，以和中航的航線連接，進入中國的太平洋航線市場。1936年3月，帝國航空首先取得香港著陸權，開始香港與大英帝國屬地的定期航班。:231936年11月5日，中航的粵滬線延伸到香港，港督郝德傑率人迎接首航。:27-281937年4月，泛美航空取得香港著陸權，1937年4月28日將太平洋航線延伸到港澳，首航往返舊金山－港澳歷時13天。
在經營業績上，中航公司在1935年首次盈利。洛宁式水陆两用飞机、史汀生式和道格拉斯海豚型水陆两用飞机等机型。

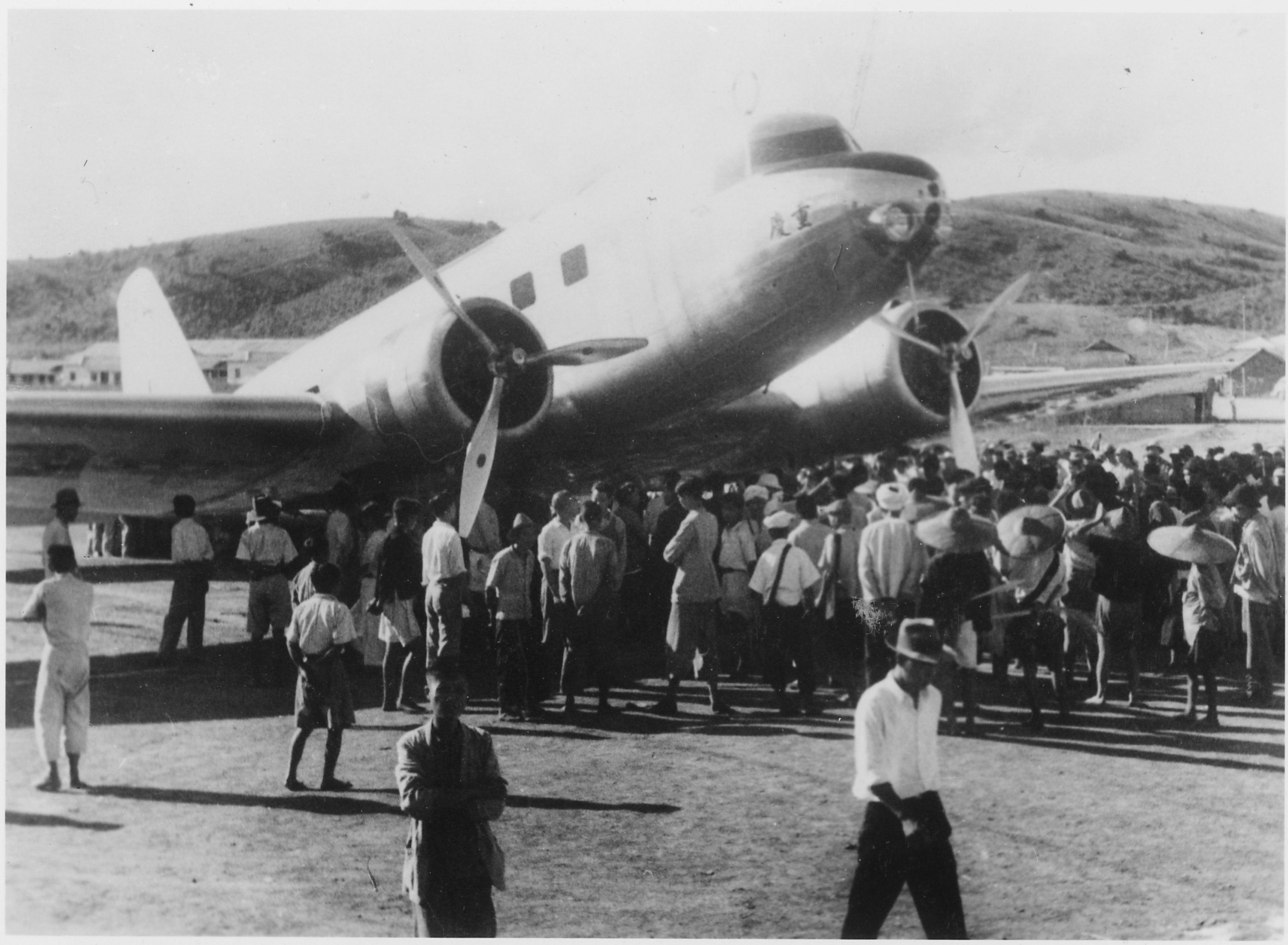
新航線開設時所拍攝，日期不詳，機頭處可見「重慶」二字。

1937年，中航共有18架各式飛機，34名駕駛員和副駕駛員。從1929年至1936年間，中航公司飛行5,538,974英里，載運了838.271磅郵件和46,404名旅客。七七蘆溝橋事變後，中航一度停航。
1938年春，中航公司隨國民政府遷都重慶，恢復營運。原有的航線因中國領土被佔領而停運，新開辟航線重慶—漢口、重慶—瀘州、敘府—嘉定、重慶—貴陽—昆明、重慶—桂林—香港，其中重慶—香港線最重要。
8月24日上午，中航的「桂林號」客機被日本戰鬥機擊落，這是世界航空史上民航客機首次遭軍機擊落。「桂林號」滿載14名乘客從香港飛往重慶，起飛不久遭5架日本戰鬥機攻擊，桂林號中彈後迫降水面，乘員均安，但在日機機槍掃射下，僅有3人生還。儘管美國國務院向日本提出抗議，此事最後不了了之。爲安全起見，從重慶—香港航班在10月復航後改爲不定期夜航，專門挑選天氣不好的夜晚飛行，以避開日本戰鬥機。中航和歐亞航空經營的重慶—香港航班爲中國政府官員和緊急貨物運輸提供了當時最快捷的交通方式。這個航班在香港與泛美航空公司和英國帝國航空公司聯運，可以較快地到達歐美國家。
1939年，中航公司新開闢了兩個國際航班。3月中航重慶—昆明—河內開航。
1月25日，中英簽訂協定，中航公司和帝國航空公司互相開辦重慶—昆明—臘戍—仰光的航班。10月，這條航線正式開通。

### 1940年代

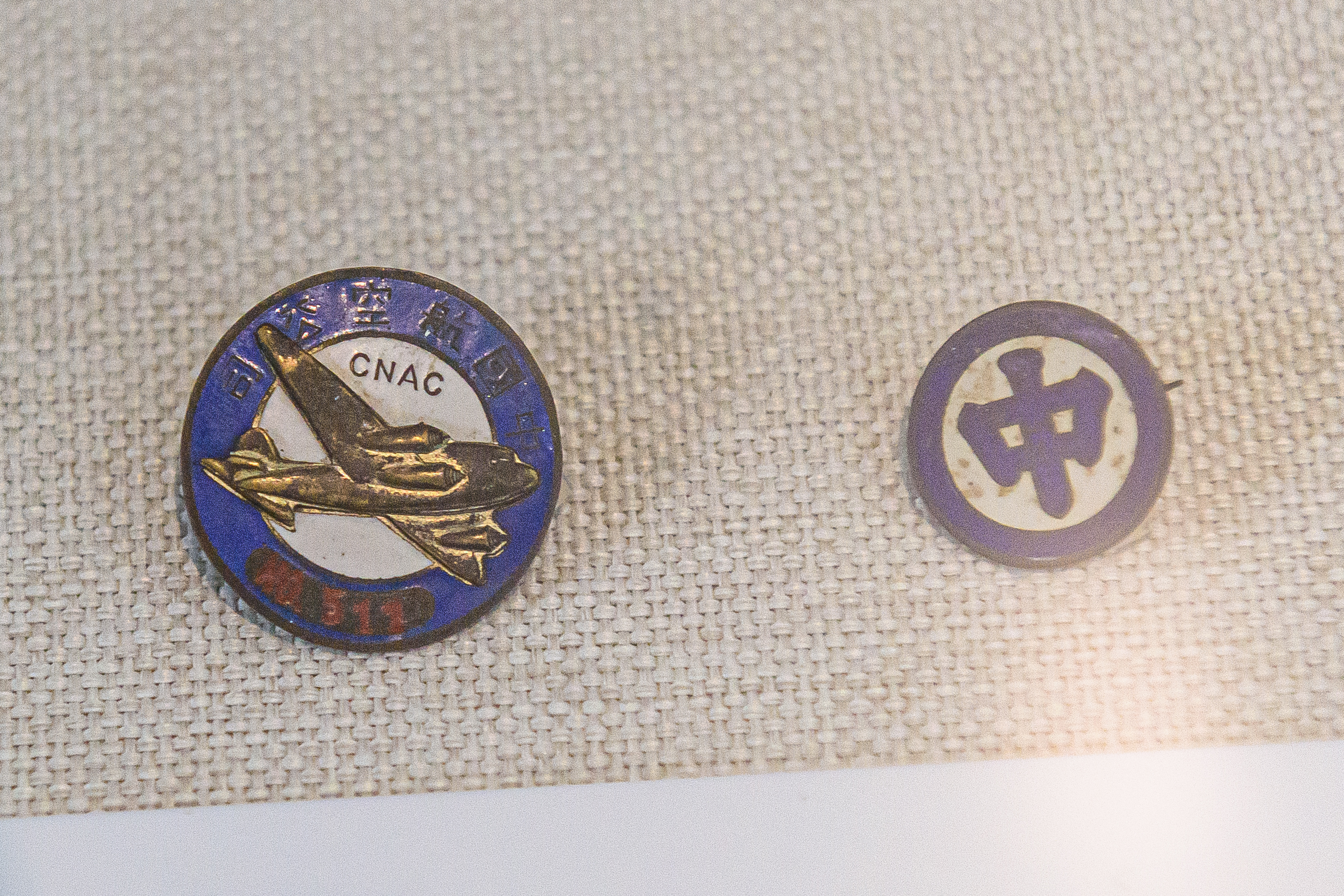
民航博物馆收藏的中航徽章

1940年夏天，國民政府從柯蒂斯購買5架神鷹式飛機交給中航公司運營。中航利用這些飛機開始飛行貨運航班，從廣東南雄把鎢，錫運到香港。1940年7月，中國外長宋子文到美國尋求援助。他向美國財政部提出1.4億美元援助計劃，其中5000萬用於改進空運，內容包括購買更多運輸機提供中航經營使用 ，發展從緬甸臘戍－昆明的惟一國際航線。
太平洋戰爭爆發對中航是一次嚴峻考驗。
日軍於1941年12月8日進攻香港。中航公司的飛機多數被炸毀，只搶救出3架飛機，人員和零備件。中航公司利用僅餘的飛機很快於12月25日恢復了旅客和郵件航班。每周飛重慶－臘戍航班3次，從重慶直飛加爾各答1次，重慶－成都航班1次。
中航一直堅持運營，支援盟國保衛緬甸的戰役。在滇緬公路完全被切斷後，它又積極投入把物資從印度運到中國的駝峰空運，成爲駝峰空運的重要力量。該公司的飛機和人員與從事駝峰空運的美國陸國航空隊空運部在中緬印戰區的力量相比要少得多，卻爲航峰空運作出了重要貢獻，一度使陸軍航空隊空運部相形見齪。
1942年5月7日，中航的陳文寬駕駛DC-3型飛機由重慶飛昆明，經由緬甸密支那轉飛到印度加爾各達，一個月前空襲東京的杜立德中校在重慶登機。陳文寬降落密支那後，發現日軍已經兵臨城下，停機坪上人群等著逃離。飛機原本只能坐21人，最後在密支那擠進78人，杜立德把這些人的行李都丟下飛機，陳文寬順利起飛，抵達加爾各答。
1942年下半年，中航發展迅速。中航公司獲得10架租借法案分配的飛機在加爾各答的達姆達姆機場建立維修和供應設施，印度阿薩姆的汀江和中國雲南昆明成爲主要航行基地。在飛機行員方面，中航因美国援华志愿航空队解散獲得了16名飛行員，非洲泛美航空運輸隊招來11名飛行員，同時自己還培訓了一批飛行員。通過這些方式，到1942年底，中航公司已有43名合格的機長。因此，中航1942年下半年飛越駝峰的運輸取得了優異成績。
從7月1日起，中航每天至少飛越一次駝峰。在1942年下半年平均每月飛150個來回。
1942年8月至12月期間，中航公司往返駝峰873次，運往中國1804.3噸物資，運返印度1883.1噸。該公司運往中國的有500多噸鈔票，300噸飛機零件，300噸銅和鋼帽，給美國紅十字會的20噸醫療用品，另外的30噸給美國醫療隊…此外還空運了7000多名中國遠征軍到印度受訓。
中國抗戰期間，中航公司以少量飛機開闢駝峰航線並堅持運營，從1942年4月到1945年9月期間，飛越駝峰8萬次以上，載運了50,000噸貨物到中國，運出將近25,000噸貨物，损失48架飞机和168名飞行员。中航公司作爲駝峰空運的重要力量，往返於印中兩國運送物資和人員，爲中國抗戰作出了重要貢獻。1945年8月抗战胜利，中航的机队数为：DC-3型2架，C-53型2架，C-47型23架，C-46型14架，合计41架。
國共內戰初期，中航新购置了6架DC-4（由C-54改装）和8架C-46，開闢了上海-旧金山、上海-马尼拉、上海-东京等国际航线。

### 中華人民共和國成立以後
1949年10月1日，中華民國政府在第二次国共内战中战败，中國共產黨联合当时的其他政党成立中华人民共和国。同年中華民國政府開始將機構遷往臺灣，中航公司总部亦迁往香港。1949年11月9日，中国航空公司自总经理以下1,247人声明易帜，接受北京中央人民政府领导，即兩航事件。1949年11月12日，中央人民政府政务院总理周恩来宣布接收中国航空公司，中航公司总部驻天津。1950年8月1日，中航开辟天津—汉口—重庆航线，是中华人民共和国最早的国内定期航线之一。1951年1月，中央人民政府政务院重新调整了中航董事会并向香港注册署备案。1952年7月17日，中航公司与中央航空运输公司合并为中国人民航空公司。
1978年，中国民航以中国航空股份有限公司的名义在香港重新开展业务，成为中国民航在香港的窗口企业。1987年6月5日，中华人民共和国政府与英国政府签订《中英关于解决历史遗留的相互资产要求的协定》。协定规定，中国政府承允，不再追究对前“中国航空公司”和中央航空公司的资产要求等4项历史遗留的资产要求。作为交換，英国政府同意向中国政府支付380萬美元。
1988年民用航空业改革后，原中国民航被分为多家航空公司，原中国民航的国际航线业务整合组建为一家控股公司。1991年，中国航空股份有限公司在国家工商行政管理局正式注册，成为中国民用航空总局直属的一家航空运输企业，其定位是以香港、澳门为基地进行资本运作的公司，持有中航兴业、港龙航空（通过中航兴业持有其43.29％股权）、澳门航空及中航浙江航空等子公司。1999年5月经国家工商行政管理局核准，更名为中国航空公司。2000年11月经国家工商行政管理局核准，更名为中国航空总公司（China National Aviation Corporation）。2002年，中航总公司与中国西南航空、中国国际航空合并组建中国航空集团。

## 运量
| 年份 | 旅客（人次） | 行李（吨） | 货运（吨） | 邮运（吨） | 合计（吨） |
| ---- | ------------ | ---------- | ---------- | ---------- | ---------- |
| 1938 | 14,504       | 167        | 86         | 106        | 359        |
| 1939 | 17,217       | 210        | 117        | 79         | 406        |
| 1940 | 17,527       | 264        | 494        | 74         | 832        |
| 1941 | 22,583       | 371        | 3,560      | 90         | 4,021      |
| 1942 | 26,867       | 302        | 4,299      | 55         | 4,656      |
| 1943 | 33,224       | 271        | 19,611     | 61         | 19,943     |
| 1944 | 39,263       | 373        | 27,090     | 94         | 27,557     |
| 1945 | 59,177       | 1,017      | 27,176     | 257        | 28,450     |
| 1946 | 210,366      | 3,091      | 7,081      | 1,304      | 11,476     |
| 1947 | 177,373      | 2,604      | 14,504     | 2,781      | 19,889     |
| 1948 | 381,749      | 7,016      | 34,833     | 1,962      | 43,811     |

## 重大事故
- 1930年12月9日，上海號空難，5人死亡，淞滬警備司令熊式輝及楊永泰受重傷。[42][43]这是“两航”史上第一起有人死亡的空难。[4]
- 1931年11月19日，濟南號空難，詩人徐志摩罹難。
- 1946年12月25日，黑色圣诞之夜空难：中航140号、115号因能见度不足在上海坠毁。
- 1948年12月21日，XT-104從上海飛往香港，因上海提供的香港氣象錯誤，降落時在能见度不足下撞山墜毀。罹難者包括美國總統西奧多·羅斯福的孫子昆汀·羅斯福二世（英语：Quentin Roosevelt II）及榮毅仁的哥哥榮伊仁。[44]

### 引用
1. ↑  Flight International. April 28, 1938. p. 416 （页面存档备份，存于） (Archive). "CHINA NATIONAL AVIATION CORP., 51, Canton Road, Shanghai."
2. ↑  上海民用航空志，大事记
3. ↑  "國民政府訓令行政院等為與美國航空發展公司訂立航空郵務合同一案令仰知照" (1929-04-22) [文件]. 〈中美航空合同（一）〉, Series: 國民政府/交通/交通總綱/合同, ID: 001-120022-00005-003, pp. 6-21. 《國民政府》, 國史館.
4. 1 2 3  祁颢. . 凤凰周刊. No. 总第731期. 2020-08-05  [2023-06-07]. （原始内容存档于2023-06-07）.
5. 1 2  褚晴暉.  (PDF). 《科學發展》: 46－53.   [2022-06-13]. （原始内容存档 (PDF)于2022-06-13）.
6. 1 2  Bond（2001年），第26页
7. ↑  . CNAC.org.   [2023-06-07]. （原始内容存档于2021-10-26）.
8. 1 2 3  《上海对外经济贸易志》编委 (编). . . 上海市专志系列丛刊. 上海: 上海社会科学院出版社. 2001年  [2023年6月7日]. ISBN 9787806188873. （原始内容存档于2023年6月7日）. 1930年（民国19年）⋯⋯7月8日　中美航空合同在上海正式签字。合同规定双方合资经营中国航空公司，资本1000万元。中国航空公司简称「中航」，原由国民政府官办，创立于1908年4月15日，孙科出任首任总经理。中美合资后，美方虽仅佔股权的45％，但实际上控制着公司的实权。中航总公司设上海，隶属于国民政府交通部，经营国内外多条航线。
9. ↑  . cnac.org.
10. ↑  .   [2023-06-07]. （原始内容存档于2023-06-07） –百度文库.
11. ↑  李戈瑞（2015年），第148页
12. ↑  程锡勇. . 中国档案报. 2018-01-08. （原始内容存档于2023-06-07）.
13. ↑   (PDF). CNAC Cannonball. 2012-12: 13.
14. ↑  Bond（2001年），第83页
15. ↑  Eric H. Hobson. . Pan Am Historical Foundation.
16. ↑  Eric H. Hobson. . Pan Am Historical Foundation.
17. ↑  . 羊城晚报. 2010年9月18日 –中新网.
18. 1 2  曾令毅.  (PDF). 臺灣學研究 (國立臺灣圖書館). 2020年12月, (第二十六期): 64–65 [民國一○九年十二月].
19. ↑  姚鴻光.  –澳門虛擬圖書館.
20. 1 2  王迪安.  (PDF). 香港大學出版社. 2023-04. ISBN 9789888805686.
21. ↑  . The Industrial History of Hong Kong Group.   [2025-08-04].
22. ↑  . The Industrial History of Hong Kong Group.   [2025-08-04].
23. ↑  . www.cnac.org.
24. ↑  . 香港記憶.
25. ↑  姚鴻光.  –澳門虛擬圖書館.
26. ↑  Crouch, Gregory, , New York: Random House: 157–159, 2012年, ISBN 9780345532350 （英语）
27. ↑  . 抗日战争纪念网.
28. ↑  上海民用航空志，第三章 民用飞机 第二节 来源
29. ↑  李戈瑞（2015年），第149页
30. ↑  關文傑. . 世界新聞網. 2012-05-04. （原始内容存档于2013-04-28）.
31. ↑  . ABC13 Houston.   [2023-06-07]. （原始内容存档于2023-09-13）.
32. ↑  . 抗日战争纪念网.   [2025-08-03].
33. ↑  新华社北京. . 浙江日报 (杭州). 1949-11-14: 1版 （中文（简体））.
34. ↑  杨超. . 民航资源网.   [2022-05-16]. （原始内容存档于2013-03-30）.
35. ↑  林红梅. . 新华网. 2002年10月28日  [2023年6月7日]. （原始内容存档于2020年9月14日） –新浪网 （中文（简体））.
36. ↑  國務院. . . 中華人民共和國國務院秘書廳. 1987年: 634  [2023-06-07]. （原始内容存档于2023-06-07）.
37. ↑  欧阳玲. . 《香港商报》.   [2023-06-06]. （原始内容存档于2023-06-06） –民航资源网 （中文（简体））.
38. ↑  曹建伟. . 《IC经理世界》杂志.   [2023-06-06]. （原始内容存档于2023-06-07） –民航资源网 （中文（简体））.
39. ↑  周音. . 中国新闻网.   [2023-06-06]. （原始内容存档于2022-02-12） –民航资源网 （中文（简体））.
40. ↑  上海民用航空志，第六章 客货运输 第一节 旅客运输
41. ↑  上海民用航空志，第六章 客货运输 第二节 货邮运输
42. ↑  . 中國航空公司.   [2023-06-07]. （原始内容存档于2023-06-07）.
43. ↑  . 《良友画报》. No. 第54期. 1931年.
44. ↑  . 中國航空公司.   [2021-04-14]. （原始内容存档于2016-12-26）.